# Salad and Go
Salad and Go é uma cadeia de restaurantes drive-thru especializada em saladas, wraps e café da manhã. A marca tem sede em Tempe, Arizona, com um segundo escritório em Addison, Texas, e duas instalações de produção de alimentos em Phoenix e Dallas. A Salad and Go é uma empresa de capital fechado com mais de 100 locais operando em quatro estados, incluindo Arizona, Texas, Oklahoma e Nevada.
A marca apresenta uma variedade de itens frescos, como saladas, wraps, sopas, burritos de café da manhã e tigelas, cold brew cofee e limonadas artesanais.

## História
A Salad and Go foi fundada em 2013 em Gilbert, Arizona. Os co-fundadores pediram ao chef Daniel Patino para ajudá-los a desenvolver o conceito. O chef Patino continua sendo o chef executivo da marca.
Em março de 2022, o veterano do setor Charlie Morrison ingressou na Salad and Go como CEO. Desde que Morrison ingressou, a marca se expandiu rapidamente para os principais mercados, incluindo o Metroplex de Dallas-Fort Worth (DFW), Houston, Las Vegas e Oklahoma City enquanto continua a abrir locais em seu estado natal, o Arizona. Em janeiro de 2024, o CEO Charlie Morrison disse que estava no ritmo para continuar a abrir um restaurante por semana e descreveu seus planos para milhares de locais.

## Operações
A Salad and Go integra verticalmente as operações e a distribuição, adquirindo ingredientes diretamente de fazendeiros e fornecedores locais sempre que possível. A rede opera duas instalações de produção de alimentos - uma no Arizona e outra no Texas - que preparam os produtos diretamente das fazendas e os entregam nas lojas. A rede de saladas tem planos de construir uma nova unidade de produção de alimentos no norte do Texas até 2025. O tamanho médio das lojas da Salad and Go é de aproximadamente 750 pés quadrados. Esse modelo menor permite que as lojas sejam construídas rapidamente em áreas específicas, minimizando os custos. Os restaurantes não têm certas características de estabelecimentos típicos de fast food, como freezers, caldeiras ou fritadeiras, que exigem inspeção antes da abertura.
Cada loja Salad and Go tem uma pista de drive-thru e uma janela de retirada para pedidos feitos no drive-thru, on-line ou por meio do aplicativo móvel Salad and Go.

## Cardápio
A Salad and Go usa ingredientes naturais frescos. Atualmente, o cardápio oferece oito saladas com molhos feitos na casa e uma opção de proteínas (frango, bife e tofu). Todas as saladas estão disponíveis como wrap. O cardápio também inclui sopas e cinco opções de burritos para o café da manhã, também disponíveis para pedidos em tigelas.

## Localizações
Atualmente, a Salad and Go tem mais de 100 lojas operando em quatro estados: Arizona, Texas, Oklahoma e Nevada.

## Impacto na comunidade
Os programas Salad and Go's Salad Donation e Guest Give arrecadam fundos e colaboram com seus clientes para apoiar suas comunidades locais e organizações alinhadas com a missão da empresa, ajudando a combater a fome e a escassez de alimentos, fornecendo refeições aos necessitados. Em 2022, a Salad and Go lançou seu programa Healthy Habits, que ensina aos jovens a importância de uma alimentação e de uma vida saudáveis. As aulas do Healthy Habits fornecem informações sobre nutrição e exercícios e dão às crianças participantes a oportunidade de experimentar ingredientes saudáveis.